# Delta
För andra betydelser, se Delta (olika betydelser).
Delta (grekiska δέλτα délta) (versal: Δ, gemen: δ) är den fjärde bokstaven i det grekiska alfabetet. Den hade i det joniska talbeteckningssystemet siffervärdet 4. Delta motsvarar D, d i det latinska alfabetet och Д, д i det kyrilliska alfabetet.
Versalt liksom gement delta används inom matematiken för att beteckna differens eller förändring, exempelvis då riktningskoefficienten för en linje ska bestämmas: {\displaystyle {\frac {\Delta y}{\Delta x}}}. δ brukar i regel beteckna en mindre differens eller förändring. En annan användning i matematiken är Diracs delta-funktion.
Den gemena bokstaven delta (δ) används inom kemin för att ange polaritet hos en molekyl.

## Unicode
|   | decimalt | hexadecimalt | HTML    |
| - | -------- | ------------ | ------- |
| δ | 948      | 03B4         | &delta; |
| Δ | 916      | 394          | &Delta; |